# Forces armées de la république du Congo
Ne doit pas être confondu avec Forces armées de la république démocratique du Congo.
Les Forces armées de la république du Congo, couramment appelées l'Armée congolaise, constituent la puissance militaire de la république du Congo, chargée de la défense de la population, du territoire et des intérêts nationaux. Elles comprennent principalement les trois armées (Force terrestre congolaise, Marine congolaise, Force aérienne congolaise) et la Gendarmerie nationale congolaise. Le commandant en chef des forces armées est le général de division Guy Blanchard Okoï.

## Organisation

### Armée de terre
est composé de : la 10e Brigade d'infanterie de pointe noire en zone militaire de défense n°1
qui contient : le 
- Bataillon de commandement et des services 
- Compagnie génie combat 
- 101° Bataillon d'infanterie motorisée 
- 102° Bataillon aéroporté 
-104° Bataillon des chars légers 
-106° Groupe d'artillerie à réaction 
-108° Groupe d'artillerie sol air